# Iglesia de San Francisco (Rionegro)
La Iglesia de San Francisco de Asís es un templo de culto católico, dedicado a San Francisco de Asís que se encuentra ubicado el municipio colombiano de Rionegro (Antioquia), y pertenece a la jurisdicción eclesiástica de la Diócesis de Sonsón-Rionegro. El templo, también llamado Capilla de San Francisco, está a un costado del Parque de la Independencia (a dos cuadras del Parque Principal), casi diagonal a la Casa de la Convención, en el cruce de la carrera 48 con calle 51.
Su construcción se inició en 1759, adaptando una casa antigua como templo. Fue dedicada originalmente a los Sagrados Corazones y desde 1775 a San Francisco de Asís. La mantuvieron los terciarios franciscanos de las familias Montoya, Sáenz, García, Uribe, Campuzano, Mejía, Lorenzana y otras, junto con el cementerio que había en las proximidades. En 1970 fue sometida a una debatible restauración, dirigida por Pedro Restrepo Peláez y patrocinada por el First National City Bank. 

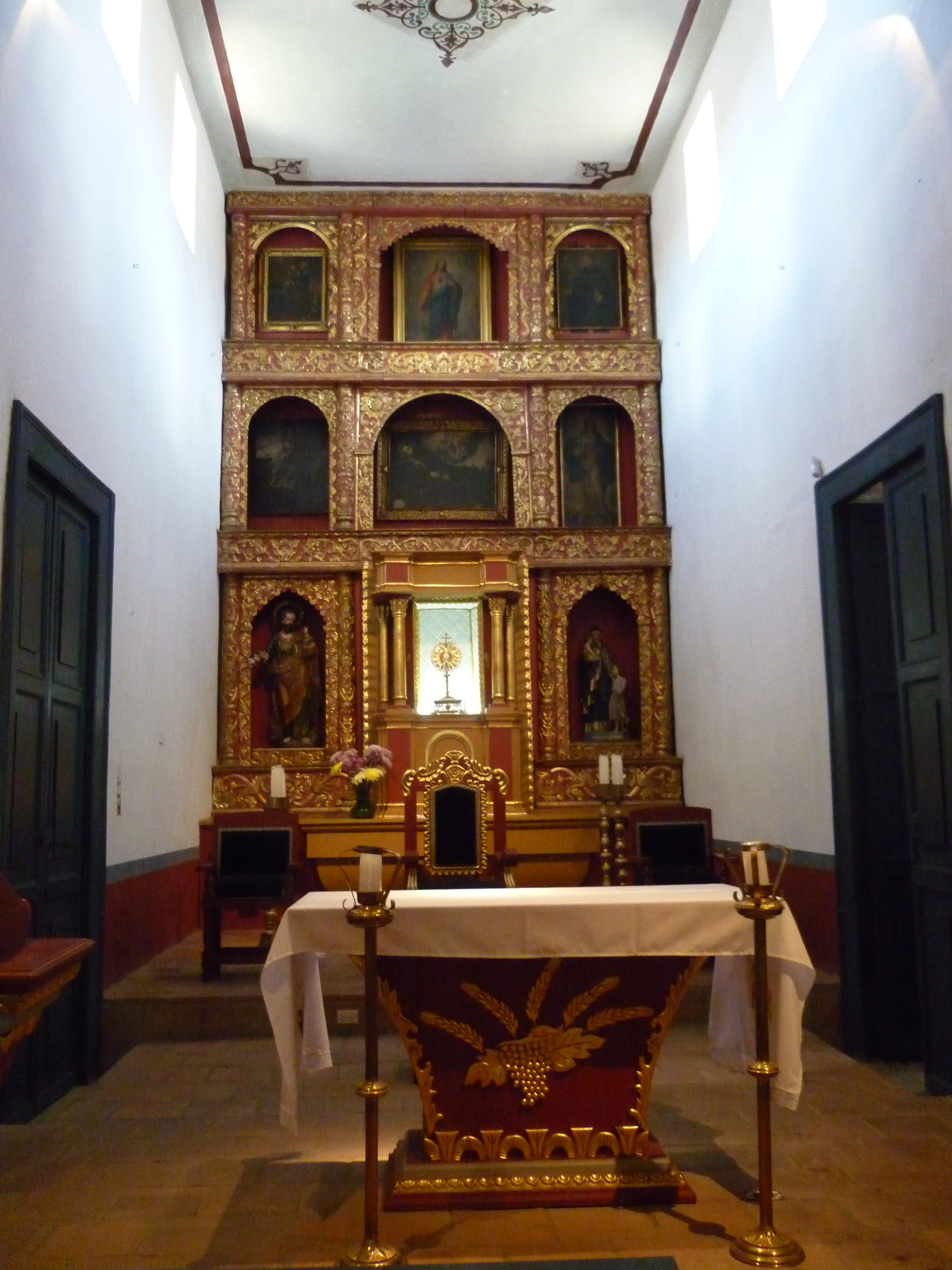
Altar mayor

El templo es de planta rectangular, con techo a dos aguas, su interior es de tres naves divididas por pilares de madera. La fachada principal es de dos cuerpos divididos por un entablamento. El primer cuerpo tiene tres puertas enmarcadas por columnas adosadas al muro. Sobre la puerta central, a nivel del segundo cuerpo, se abre una pequeña ventana. 
El segundo cuerpo también va seccionado, pero esta vez es por pilastras que son algo así como la continuación de las columnas del primer cuerpo. El segundo cuerpo es realmente una doble espadaña unida en la parte central por un balaustre. Sus extremos tienen dos vanos para las campanas.
Su entorno presenta un aspecto carente de unidad. Las construcciones modernas parecen ahogar el pequeño templo, echando a perder lo que era uno de los sitios más bellos de Rionegro.